# International Soccer League
La International Soccer League fue una competencia de fútbol que se jugó en los Estados Unidos de 1960 a 1965. El torneo utilizaba un sistema de competencia de liga y estaba afiliado a la American Soccer League, contó con equipos invitados quienes provenían principalmente de Europa y algunos otros de Asia, América del Sur, Canadá y México.

## Historia
La liga fue fundada en 1960 por William D. Cox, expropietario del club de béisbol Philadelphia Phillies, quien vio en los Estados Unidos un mercado potencial lo suficientemente amplio como para establecer una nueva liga profesional. Reconociendo que los equipos estadounidenses de la época no desempeñaban un juego al nivel de las grandes potencias, decidió importar e invitar equipos europes y sudamericanos a la competición.
Los juegos de la International Soccer League se llevaron a cabo principalmente en la ciudad de Nueva York, así como en otros lugares como Montreal, Chicago, Detroit, Cleveland y posteriormente Boston y Los Ángeles. Las constantes confrontaciones con la Federación de Fútbol de los Estados Unidos, hicieron que la liga dejara de jugarse en el año de 1965.
En 1967, Cox se unió a varios inversionistas para fundar la National Professional Soccer League, una liga que al año siguiente, se fusionó con la United Soccer Association para convertirse en la North American Soccer League.

## Campeones

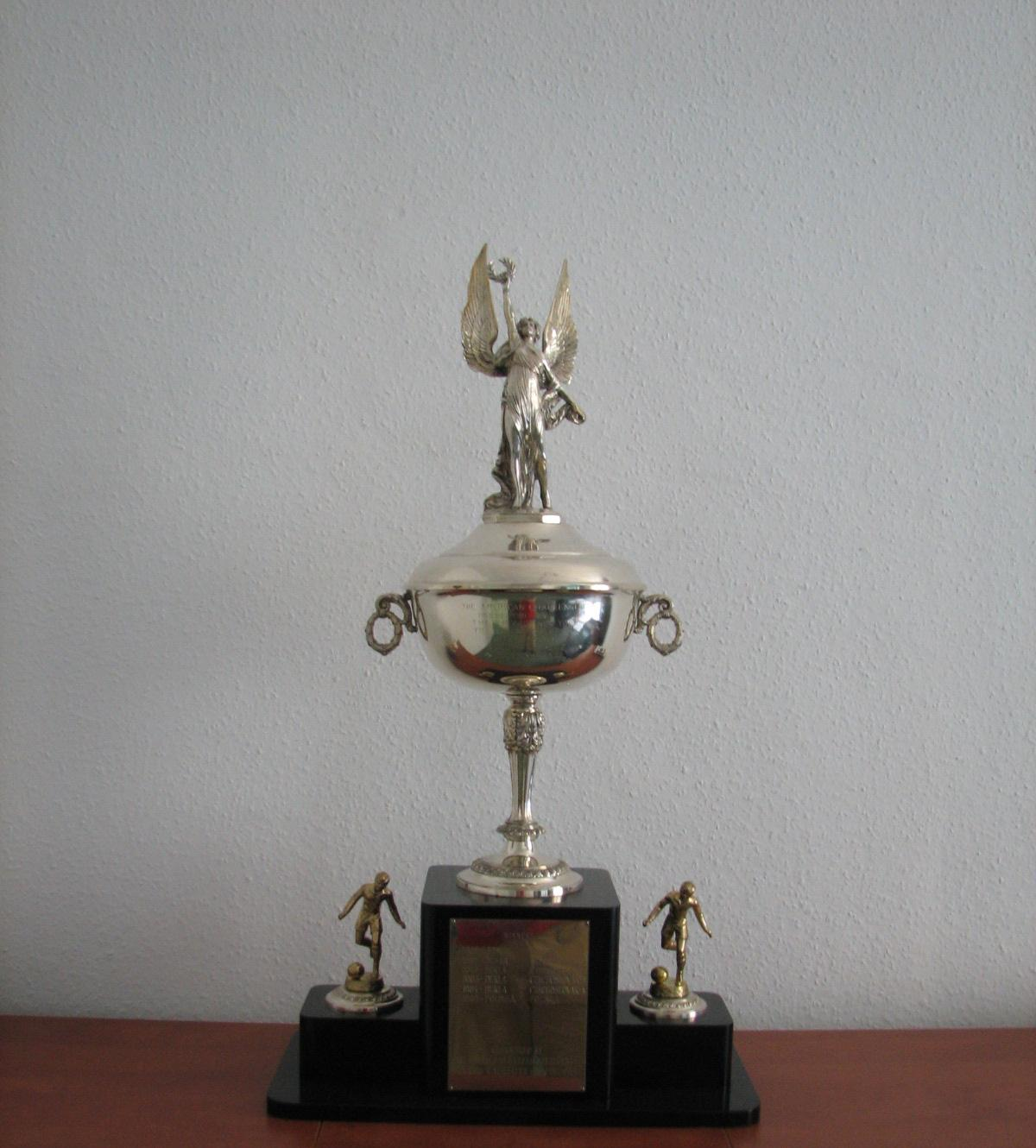
La Copa American Challenge ganada por Polonia Bytom

### Campeonato de liga
- 1960 Bangu Atlético Clube (Brasil)
- 1961 Dukla Praga (Checoslovaquia)
- 1962 America Football Club (Brasil)
- 1963 West Ham United (Inglaterra)
- 1964 Zagłębie Sosnowiec (Polonia)
- 1965 Polonia Bytom (Polonia)

### Copa American Challenge

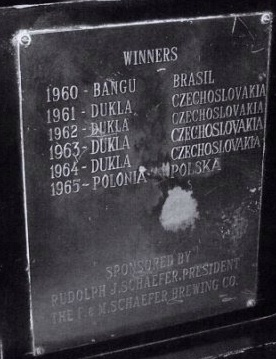
Lista de campeones.

- 1960 Bangu Atlético Clube (Brasil)1
- 1961 Dukla Praga (Checoslovaquia)1
- 1962 Dukla Praga (Checoslovaquia)
- 1963 Dukla Praga (Checoslovaquia)
- 1964 Dukla Praga (Checoslovaquia)
- 1965 Polonia Bytom (Polonia)

1.- Campeón automáticamente

### Trofeo Dwight D. Eisenhower
- 1960 Ademir da Guia (Bangu)
- 1961 Válter Santos (Bangu)
- 1962 Carl Bogelein (Reutlingen)
- 1963 Bobby Moore (West Ham United)
- 1964 Gerhard Zebrowski (Werder Bremen)
- 1965 Uwe Schwart (New Yorkers)

## Equipos
| Team                       | Years                        |
| -------------------------- | ---------------------------- |
| AEK Athens                 | 1964                         |
| América RJ                 | 1962                         |
| EC Bahia                   | 1964                         |
| Bangu                      | 1960, 1961                   |
| Bayern Munich              | 1960                         |
| Belenenses                 | 1962, 1963                   |
| Besiktas                   | 1961                         |
| Blackburn Rovers           | 1964                         |
| Burnley F.C.               | 1960                         |
| Club Deportivo Oro         | 1963                         |
| Dinamo Bucharest           | 1961                         |
| Dinamo Zagreb              | 1963                         |
| Dukla Prague               | 1961, 1962, 1963, 1964, 1965 |
| Dundee F.C.                | 1962                         |
| Elfsborg                   | 1962                         |
| RCD Espanyol               | 1961                         |
| Everton F.C.               | 1961                         |
| Ferencvaros                | 1965                         |
| Glenavon F.C.              | 1960                         |
| Górnik Zabrze              | 1963                         |
| Club Deportivo Guadalajara | 1962                         |
| Hajduk Split               | 1962                         |
| Hapoel Petah Tikva         | 1961                         |
| Helsingborgs IF            | 1963                         |
| Heart of Midlothian        | 1964                         |
| Karlsruhe                  | 1961                         |
| Kilmarnock F.C.            | 1960, 1961, 1963, 1965       |
| Lanerossi-Vicenza          | 1964                         |
| Mantova                    | 1963                         |
| Monaco                     | 1961                         |
| Montreal Concordia         | 1961                         |
| MTK Budapest               | 1962                         |
| Nice                       | 1960                         |
| Norrköping                 | 1960                         |
| Palermo                    | 1962                         |
| Panathinaikos              | 1962                         |
| Polonia Bytom              | 1965                         |
| Portuguesa                 | 1965                         |
| Preussen Munster           | 1963                         |
| SK Rapid Wien              | 1960, 1961                   |
| Real Oviedo                | 1962                         |
| Real Valladolid            | 1963                         |
| SSV Reutlingen             | 1962                         |
| Sport Recife               | 1963                         |
| Red Star Belgrade          | 1960, 1961, 1964             |
| Sampdoria                  | 1960                         |
| Schwechater                | 1964                         |
| Shamrock Rovers            | 1961                         |
| Sporting Club              | 1960                         |
| TSV 1860 Múnich            | 1965                         |
| Újpest FC                  | 1963                         |
| Valenciennes               | 1963                         |
| Varese                     | 1965                         |
| Vitória Guimarães          | 1964                         |
| Wiener AC                  | 1962, 1963                   |
| Werder Bremen              | 1964                         |
| West Bromwich Albion       | 1965                         |
| West Ham United            | 1963, 1965                   |
| Zagłębie Sosnowiec         | 1964                         |